# نيل ل. فرست
نيل لويد فيرست (بالإنجليزية: Neal L. First)‏ (8 أكتوبر 1930 - 20 نوفمبر 2014) كان عالم أحياء أمريكي.